# روني سنكلير
روني سنكلير (بالإنجليزية: Ronnie Sinclair) (19 نوفمبر 1964 بإستيرلينغ في المملكة المتحدة - ) هو لاعب كرة قدم بريطاني في مركز حراسة المرمى. شارك مع منتخب اسكتلندا لكرة القدم. أما مع النوادي، فقد لعب مع برادفورد سيتي وديربي كاونتي وستوك سيتي وشيفيلد يونايتد وليدز يونايتد ونادي بريستول سيتي ونادي ريكسهام ونادي والسول ونوتينغهام فورست ونادي تشستر سيتي ونادي هاليفاكس تاون ونادي ويتون ألبيون وليك تاون ‏.

## وصلات خارجية
- روني سنكلير على موقع قاعدة بيانات كرة القدم.إي يو (الإنجليزية)
- روني سنكلير على موقع Soccerbase.com (لاعب) (الإنجليزية)